# Saint-Julien-la-Genête
Pour les articles homonymes, voir Saint-Julien.
Ne doit pas être confondu avec Saint-Julien-la-Geneste.
Saint-Julien-la-Genête est une commune française située dans le département de la Creuse, en région Nouvelle-Aquitaine.

## Géographie

### Généralités

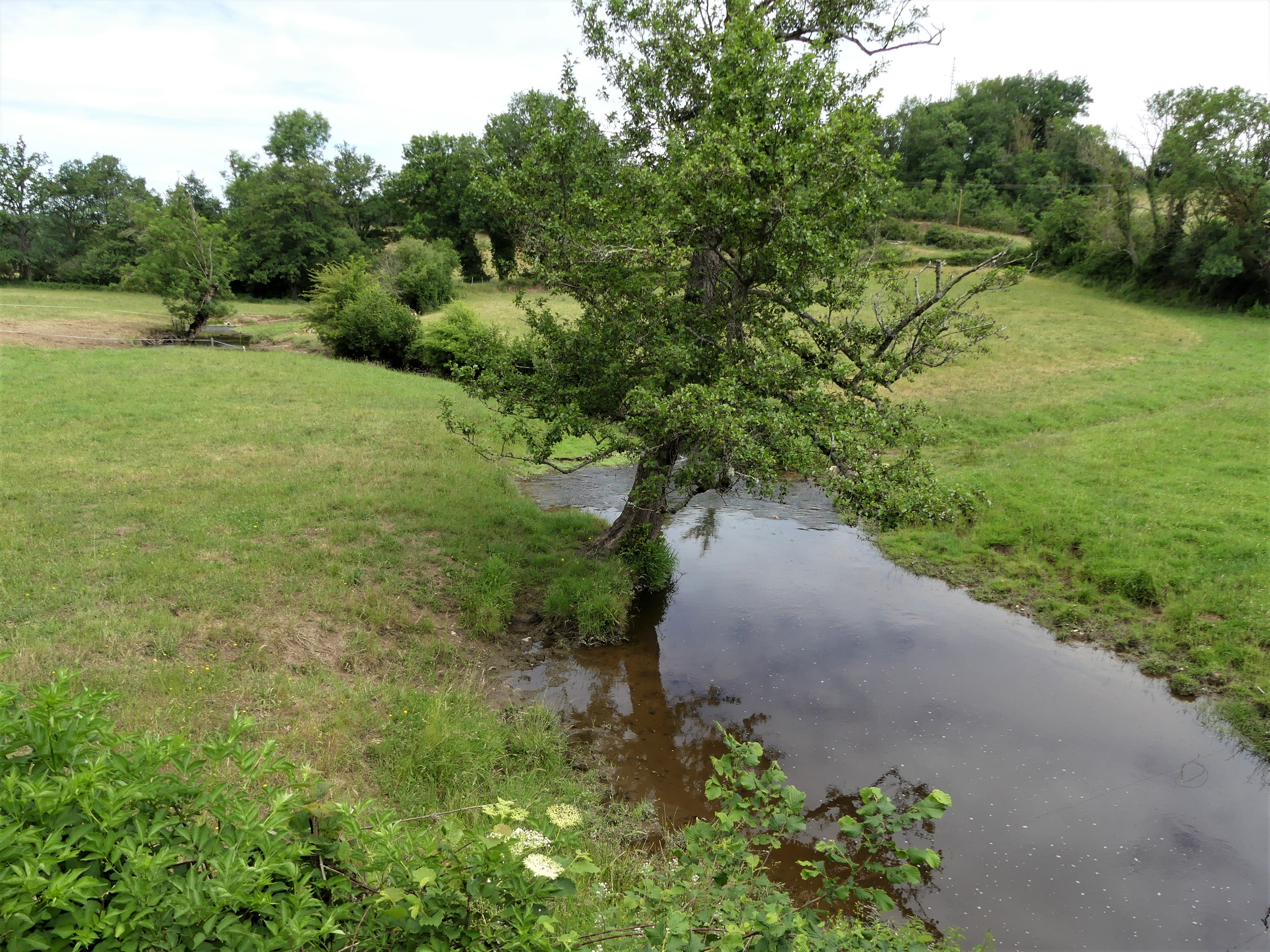
Le Chat Cros au lieu-dit le Chat Cros.

Dans la moitié orientale du département de la Creuse, la commune de Saint-Julien-la-Genête s'étend sur 11,91 km2. Elle est traversée du sud au nord sur quatre kilomètres par le Chat Cros, un affluent de la Tardes.
L'altitude minimale avec 415 mètres se trouve localisée à l'extrême nord, là où le Chat Cros quitte le territoire communal et entre sur celui d'Évaux-les-Bains. L'altitude maximale avec 522 mètres est située à l'extrême sud-est, au lieu-dit les Souhaits et les Rondelles, en limite de la commune de Fontanières.
À 700 mètres de la route départementale (RD) 996, le bourg de Saint-Julien-la-Genête est situé, en distances orthodromiques, trois kilomètres au sud-sud-ouest d'Évaux-les-Bains, et trente-deux kilomètres au nord-est d'Aubusson.
Le GR 41 fait une incursion de trois kilomètres sur le territoire communal, passant à proximité du bourg.

### Communes limitrophes
Saint-Julien-la-Grenête est limitrophe de quatre autres communes. À l'ouest, son territoire est distant de 600 mètres de celui de Chambon-sur-Voueize.
|        | Évaux-les-Bains        |             |
| Sannat | Saint-Julien-la-Genête |             |
|        | Reterre                | Fontanières |

### Climat
Pour des articles plus généraux, voir Climat de la Nouvelle-Aquitaine et Climat de la Creuse.
Historiquement, la commune est exposée à un climat montagnard.  
En 2020, Météo-France publie une typologie des climats de la France métropolitaine dans laquelle la commune est exposée à un climat de montagne et est dans la région climatique  Ouest et nord-ouest du Massif Central, caractérisée par une pluviométrie annuelle de 900 à 1 500 mm, maximale en automne et en hiver.
Pour la période 1971-2000, la température annuelle moyenne est de 9,8 °C, avec  une amplitude thermique annuelle de 15,4 °C. Le cumul annuel moyen de précipitations est de 856 mm, avec 11,3 jours de précipitations en janvier et 7,8 jours en juillet. Pour la période 1991-2020, la température moyenne annuelle observée sur la station météorologique la plus proche, située sur la commune d'Auzances à 14 km à vol d'oiseau, est de 10,6 °C et le cumul annuel moyen de précipitations est de 898,1 mm,. Pour l'avenir, les paramètres climatiques de la commune estimés pour 2050 selon différents scénarios d’émission de gaz à effet de serre sont consultables sur un site dédié publié par Météo-France en novembre 2022.

### Milieux naturels et biodiversité

#### Espaces protégés
La protection réglementaire est le mode d’intervention le plus fort pour préserver des espaces naturels remarquables et leur biodiversité associée,.
Aucune aire protégée ne concerne le territoire communal.

#### Réseau Natura 2000
Le réseau Natura 2000 est un réseau écologique européen de sites naturels d'intérêt écologique élaboré à partir des directives habitats et oiseaux, constitué de zones spéciales de conservation (ZSC) et de zones de protection spéciale (ZPS).
Aucun site Natura 2000 n'a été défini sur la commune.

#### Zones naturelles d'intérêt écologique, faunistique et floristique
L'inventaire des zones naturelles d'intérêt écologique, faunistique et floristique (ZNIEFF) a pour objectif de réaliser une couverture des zones les plus intéressantes sur le plan écologique, essentiellement dans la perspective d’améliorer la connaissance du patrimoine naturel national et de fournir aux différents décideurs un outil d’aide à la prise en compte de l’environnement dans l’aménagement du territoire.
En 2022, deux ZNIEFF sont recensées sur la commune d’après l'INPN.
Le site « bois d'Évaux » est une zone naturelle d'intérêt écologique, faunistique et floristique (ZNIEFF) de type 1 située sur quatre communes ; il englobe une partie nord-est de la commune de Saint-Julien-la-Genête, sur environ un demi-kilomètre carré, vers la Chassagne.
Représentant au total une superficie de 447,75 hectares, cette ZNIEFF présente une diversité biologique importante avec 48 espèces animales recensées dont six espèces déterminantes d'oiseaux, ainsi que 77 espèces végétales dont une déterminante.
Le site « Vallée de la Tardes et du Cher » est une ZNIEFF de type 2 dont une minuscule partie d'environ deux hectares concerne le nord du territoire communal, au niveau de la confluence du Chat Cros et de son affluent le ruisseau de Myette, en limite de la commune d'Évaux-les-Bains.

## Urbanisme

### Typologie
Au 1er janvier 2024, Saint-Julien-la-Genête est catégorisée commune rurale à habitat très dispersé, selon la nouvelle grille communale de densité à 7 niveaux définie par l'Insee en 2022.
Elle est située hors unité urbaine et hors attraction des villes,.

### Occupation des sols
L'occupation des sols de la commune, telle qu'elle ressort de la base de données européenne d’occupation biophysique des sols Corine Land Cover (CLC), est marquée par l'importance des territoires agricoles (95,4 % en 2018), une proportion identique à celle de 1990 (95,4 %). La répartition détaillée en 2018 est la suivante : 
zones agricoles hétérogènes (46,7 %), prairies (30,1 %), terres arables (18,5 %), forêts (4,6 %). L'évolution de l’occupation des sols de la commune et de ses infrastructures peut être observée sur les différentes représentations cartographiques du territoire : la carte de Cassini (XVIIIe siècle), la carte d'état-major (1820-1866) et les cartes ou photos aériennes de l'IGN pour la période actuelle (1950 à aujourd'hui).

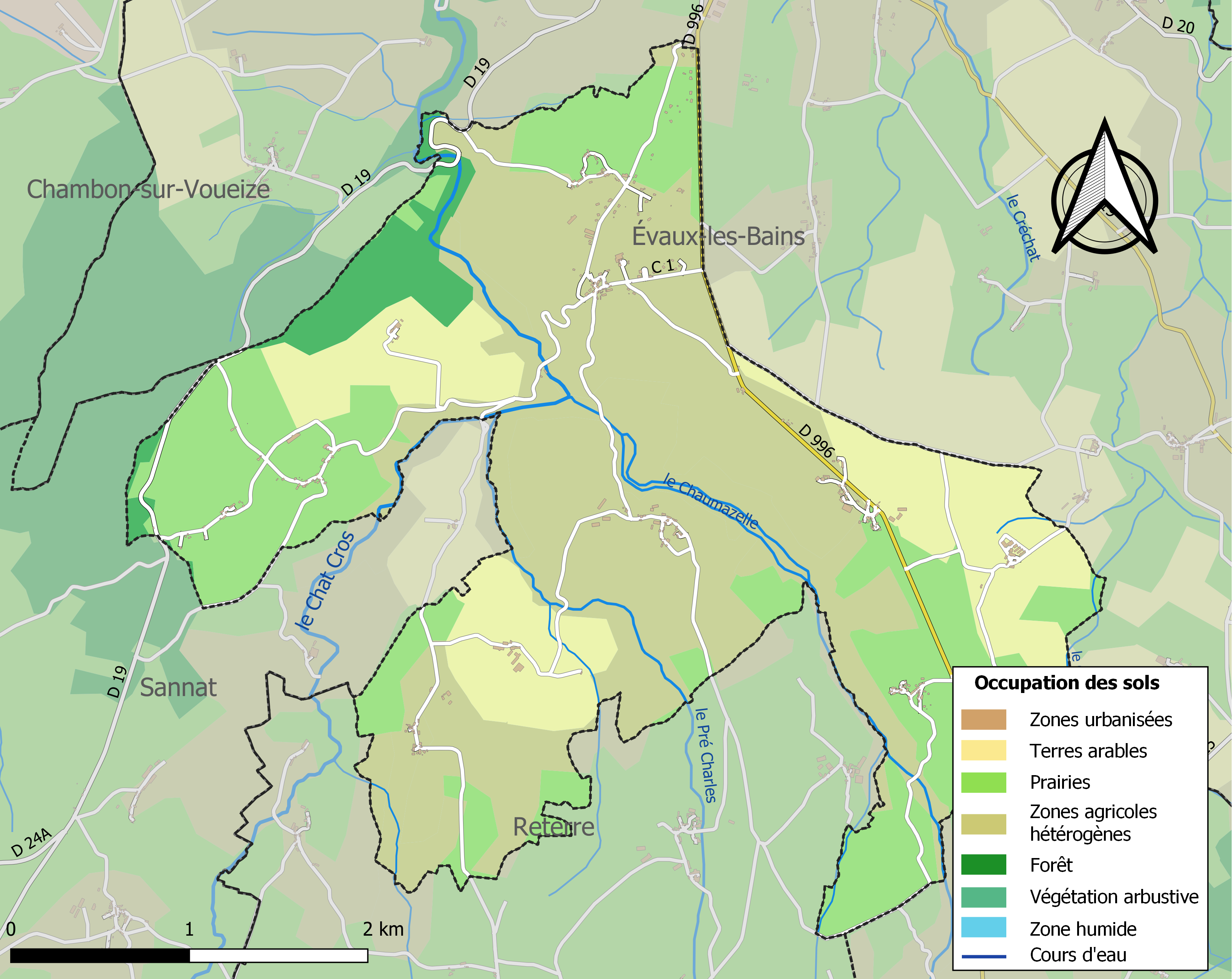
Carte des infrastructures et de l'occupation des sols de la commune en 2018 (CLC).

### Transport routier
- Réseau TransCreuse

### Risques majeurs
Le territoire de la commune de Saint-Julien-la-Genête est vulnérable à différents aléas naturels : météorologiques (tempête, orage, neige, grand froid, canicule ou sécheresse) et séisme (sismicité faible). Il est également exposé à un risque particulier : le risque de radon. Un site publié par le BRGM permet d'évaluer simplement et rapidement les risques d'un bien localisé soit par son adresse soit par le numéro de sa parcelle.

#### Risques naturels

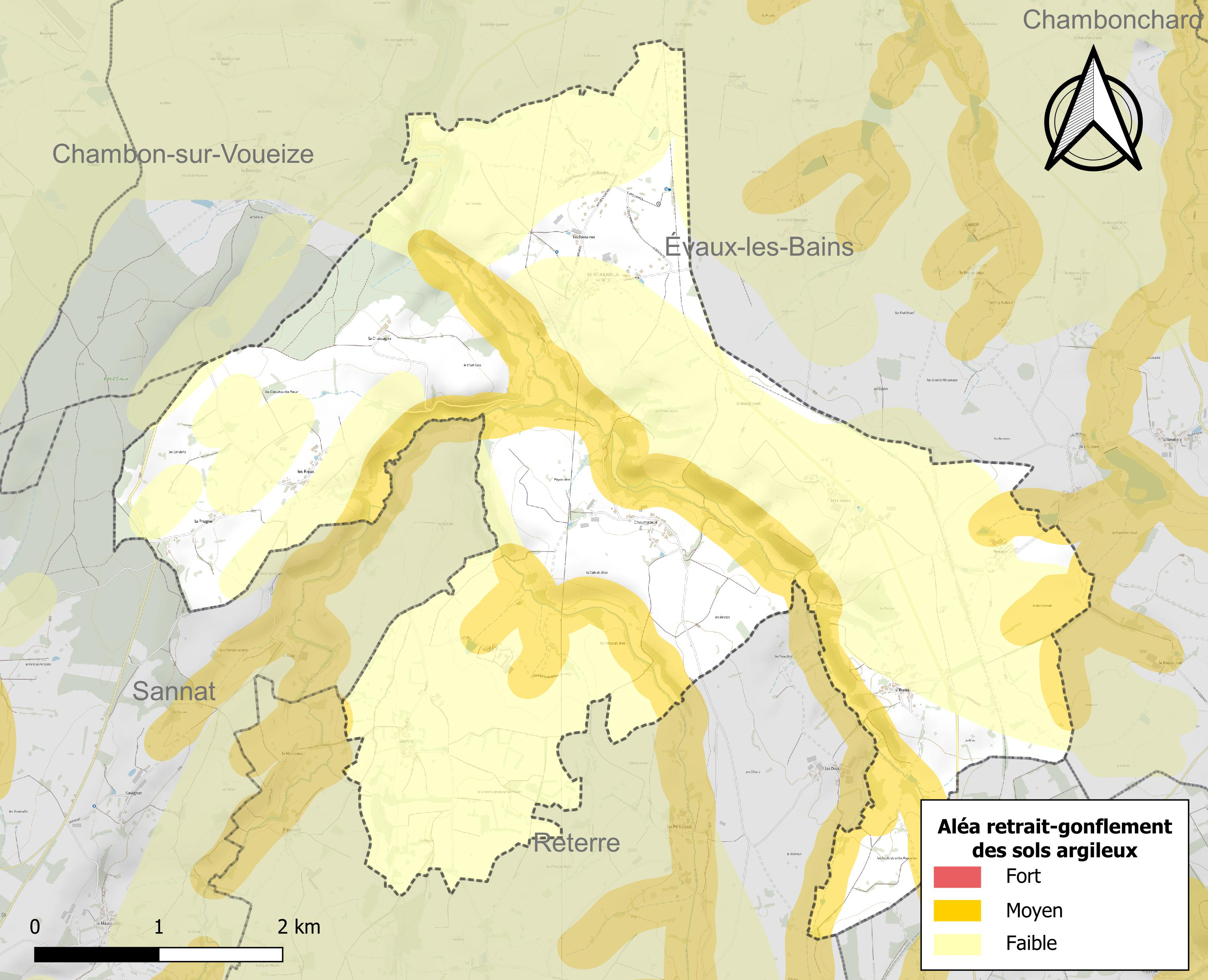
Carte des zones d'aléa retrait-gonflement des sols argileux de Saint-Julien-la-Genête.

Le retrait-gonflement des sols argileux est susceptible d'engendrer des dommages importants aux bâtiments en cas d’alternance de périodes de sécheresse et de pluie. 20,6 % de la superficie communale est en aléa moyen ou fort (33,6 % au niveau départemental et 48,5 % au niveau national). Sur les 146 bâtiments dénombrés sur la commune en 2019, 1 sont en aléa moyen ou fort, soit 1 %, à comparer aux 25 % au niveau départemental et 54 % au niveau national. Une cartographie de l'exposition du territoire national au retrait gonflement des sols argileux est disponible sur le site du BRGM,.
Par ailleurs, afin de mieux appréhender le risque d’affaissement de terrain, l'inventaire national des cavités souterraines permet de localiser celles situées sur la commune.
La commune a été reconnue en état de catastrophe naturelle au titre des dommages causés par les inondations et coulées de boue survenues en 1982 et 1999. Concernant les mouvements de terrains, la commune a été reconnue en état de catastrophe naturelle au titre des dommages causés par des mouvements de terrain en 1999.

#### Risque particulier
Dans plusieurs parties du territoire national, le radon, accumulé dans certains logements ou autres locaux, peut constituer une source significative d’exposition de la population aux rayonnements ionisants. Certaines communes du département sont concernées par le risque radon à un niveau plus ou moins élevé. Selon la classification de 2018, la commune de Saint-Julien-la-Genête est classée en zone 3, à savoir zone à potentiel radon significatif.

## Toponymie
Durant la Révolution, la commune dont le nom était également écrit Saint-Julien-la-Geneste, porte le nom de La Geneste.

## Histoire
Saint-Julien-la-Genête fait partie des très nombreuses communes créées dans les débuts de la Révolution française.

## Politique et administration

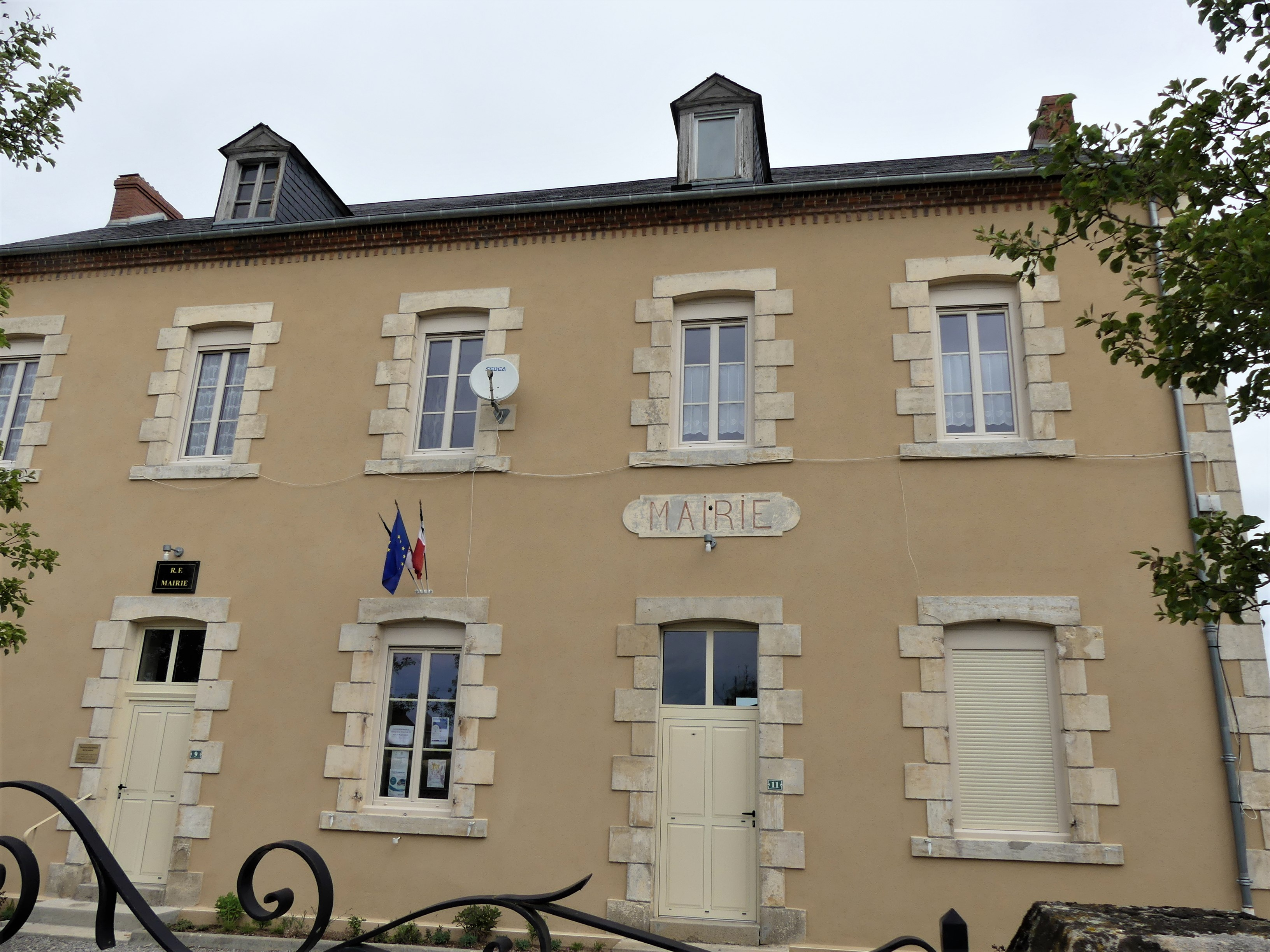
La mairie en 2022.

| Période                                  | Période  | Identité        | Étiquette | Qualité              |
| ---------------------------------------- | -------- | --------------- | --------- | -------------------- |
| Les données manquantes sont à compléter. |          |                 |           |                      |
|                                          |          |                 |           |                      |
| mars 2001                                | mai 2020 | Georges Chirade | DVD       | Agriculteur retraité |
| mai 2020                                 | En cours | Joël Rougeron   |           |                      |

## Démographie
L'évolution du nombre d'habitants est connue à travers les recensements de la population effectués dans la commune depuis 1793. Pour les communes de moins de 10 000 habitants, une enquête de recensement portant sur toute la population est réalisée tous les cinq ans, les populations de référence des années intermédiaires étant quant à elles estimées par interpolation ou extrapolation. Pour la commune, le premier recensement exhaustif entrant dans le cadre du nouveau dispositif a été réalisé en 2008.

En 2022, la commune comptait 218 habitants, en évolution de −3,96 % par rapport à 2016 (Creuse : −3,32 %, France hors Mayotte : +2,11 %).
| 1793 | 1800 | 1806 | 1821 | 1831 | 1836 | 1841 | 1846 | 1851 |
| ---- | ---- | ---- | ---- | ---- | ---- | ---- | ---- | ---- |
| 390  | 454  | 426  | 474  | 503  | 600  | 552  | 620  | 583  |

| 1856 | 1861 | 1866 | 1872 | 1876 | 1881 | 1886 | 1891 | 1896 |
| ---- | ---- | ---- | ---- | ---- | ---- | ---- | ---- | ---- |
| 557  | 578  | 570  | 555  | 551  | 541  | 565  | 575  | 574  |

| 1901 | 1906 | 1911 | 1921 | 1926 | 1931 | 1936 | 1946 | 1954 |
| ---- | ---- | ---- | ---- | ---- | ---- | ---- | ---- | ---- |
| 560  | 562  | 566  | 456  | 468  | 450  | 410  | 334  | 288  |

| 1962 | 1968 | 1975 | 1982 | 1990 | 1999 | 2006 | 2008 | 2013 |
| ---- | ---- | ---- | ---- | ---- | ---- | ---- | ---- | ---- |
| 309  | 262  | 216  | 186  | 211  | 213  | 234  | 240  | 236  |

| 2018 | 2022 | - | - | - | - | - | - | - |
| ---- | ---- | - | - | - | - | - | - | - |
| 218  | 218  | - | - | - | - | - | - | - |

## Culture locale et patrimoine

### Lieux et monuments
- Église Saint-Julien de Saint-Julien-la-Genête[31].
- Sur le tracé du GR 41, présence d'un oratoire érigé à l'emplacement d'une source.

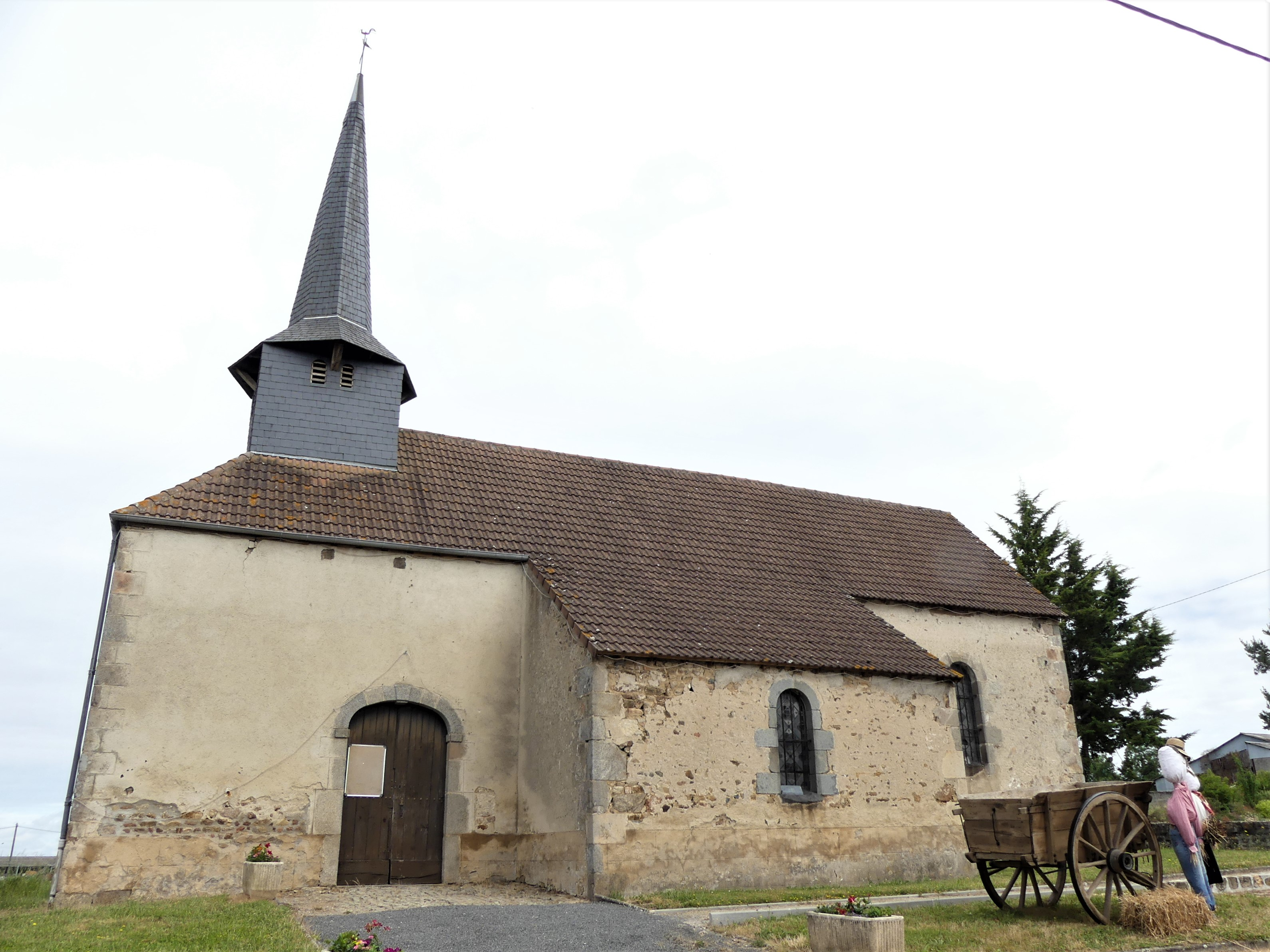
L'église Saint-Julien.
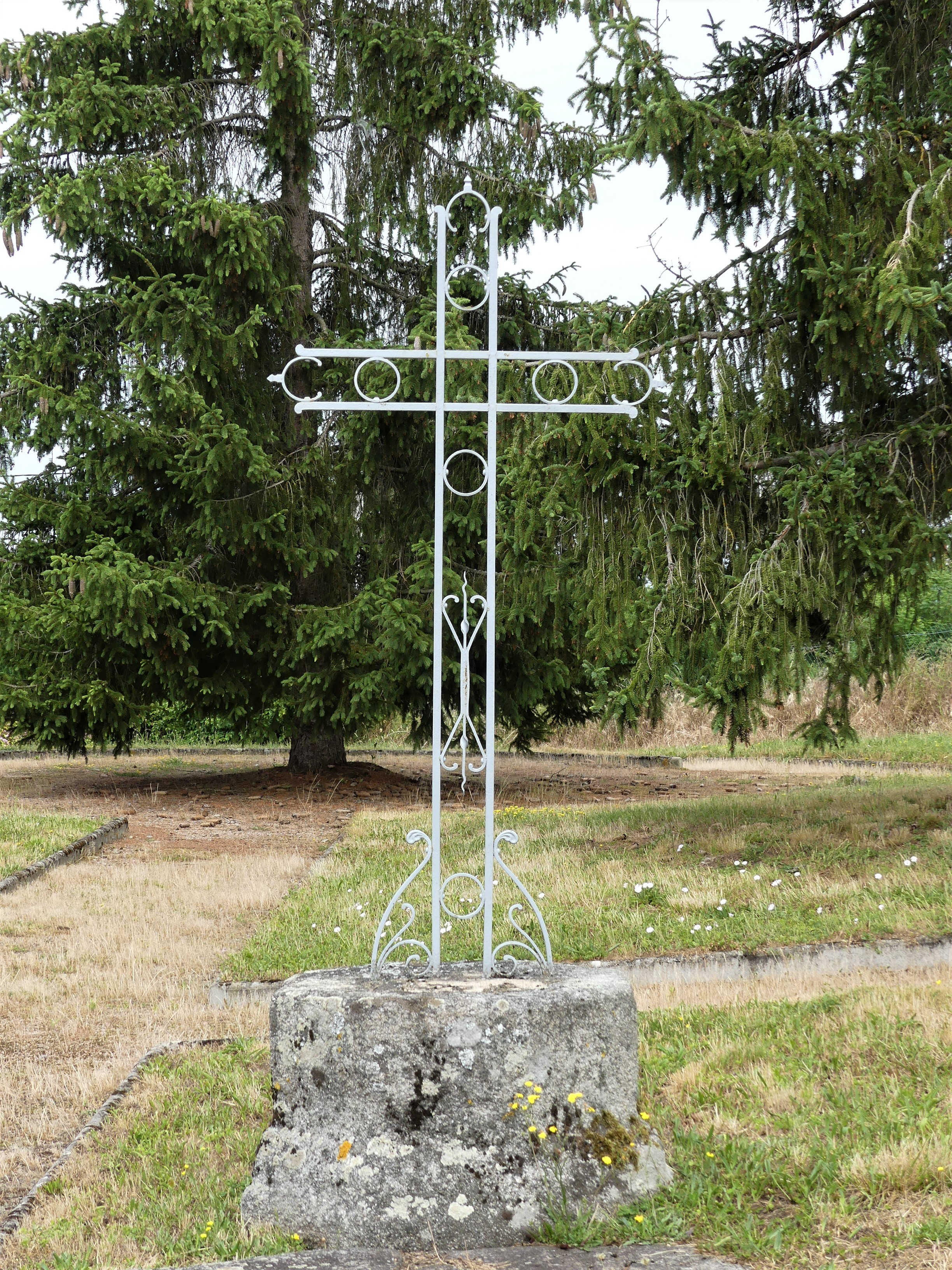
Croix à côté de l'église.
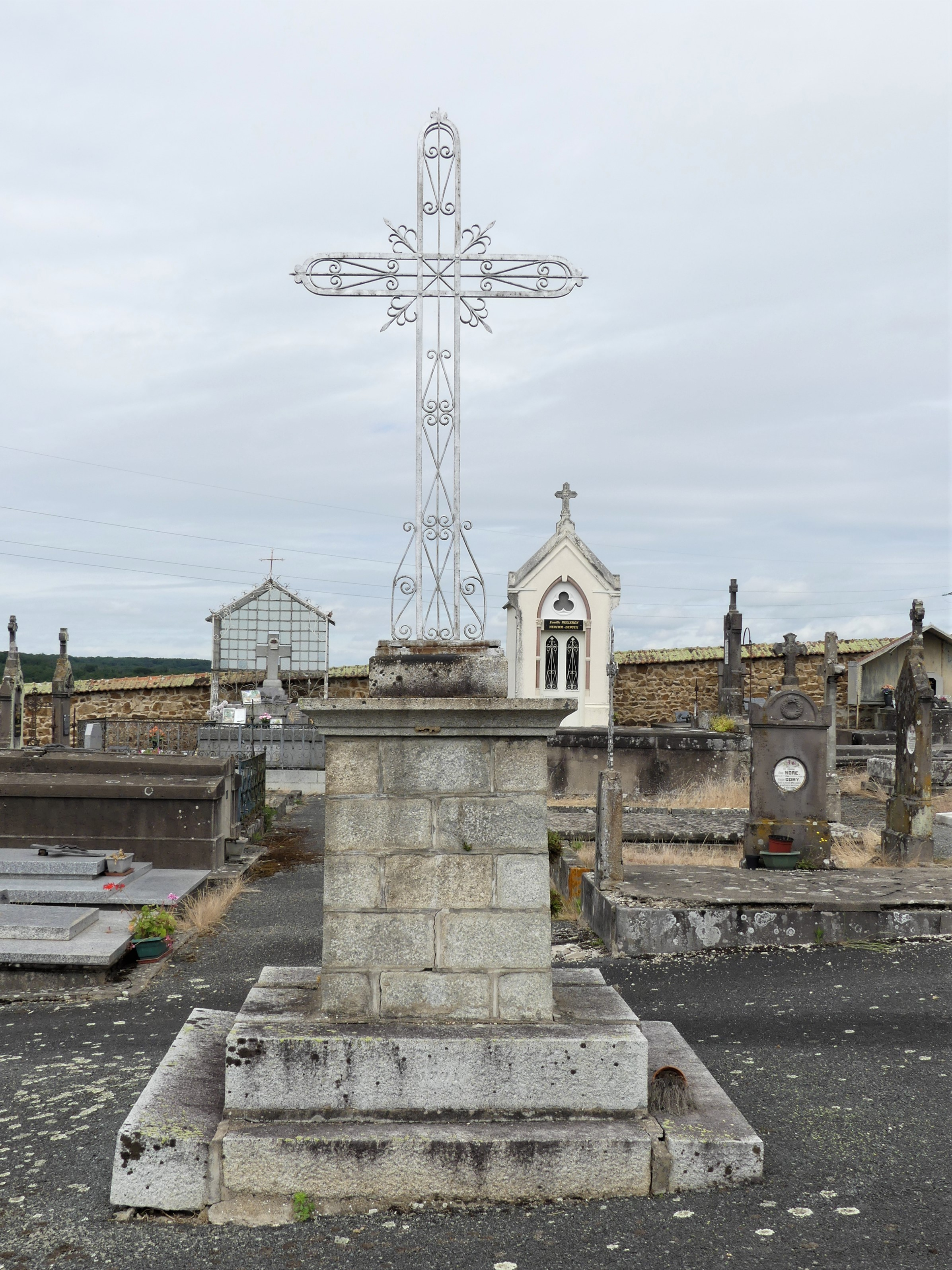
La croix principale du cimetière.
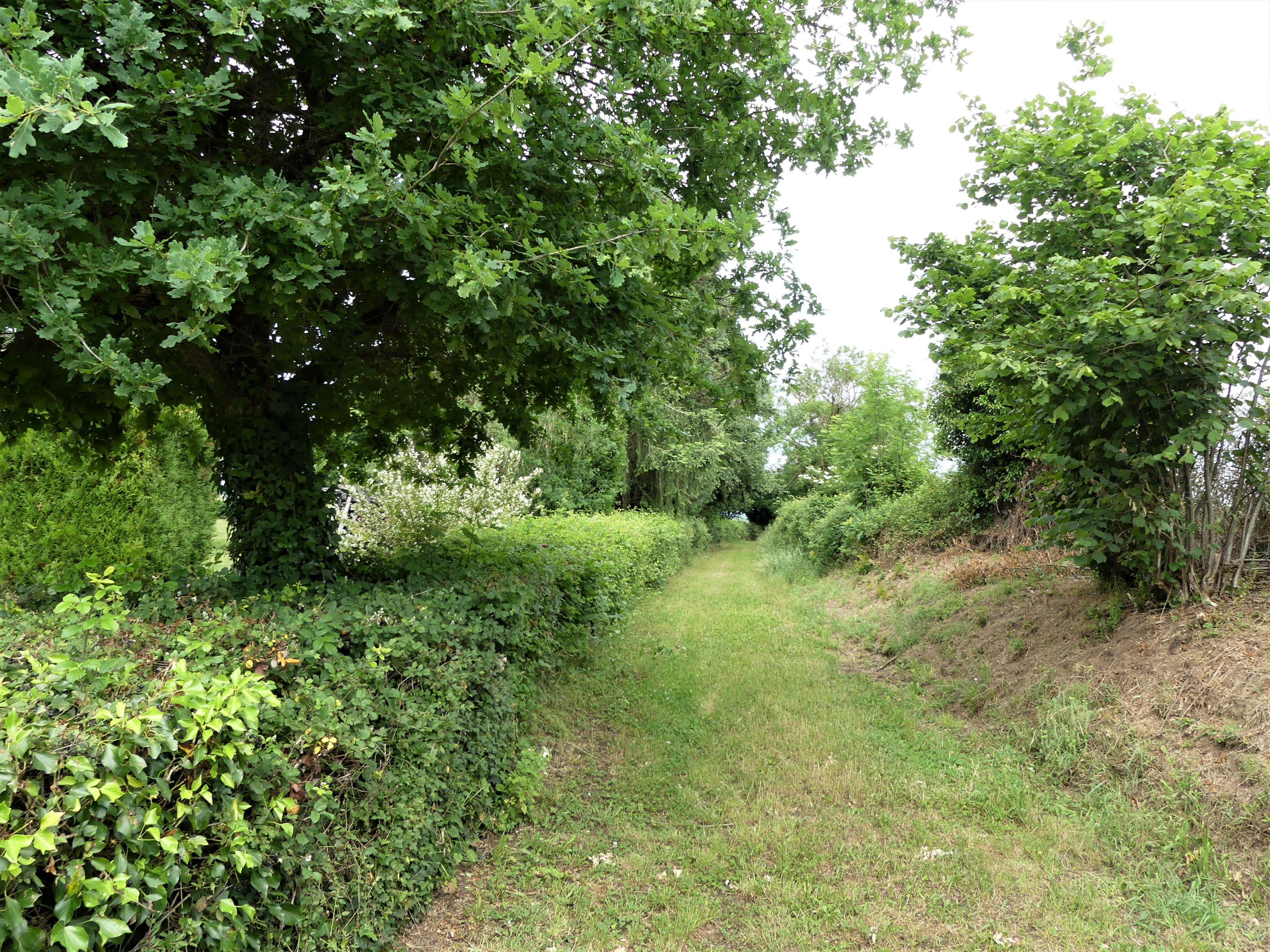
Le GR 41 à proximité du bourg.
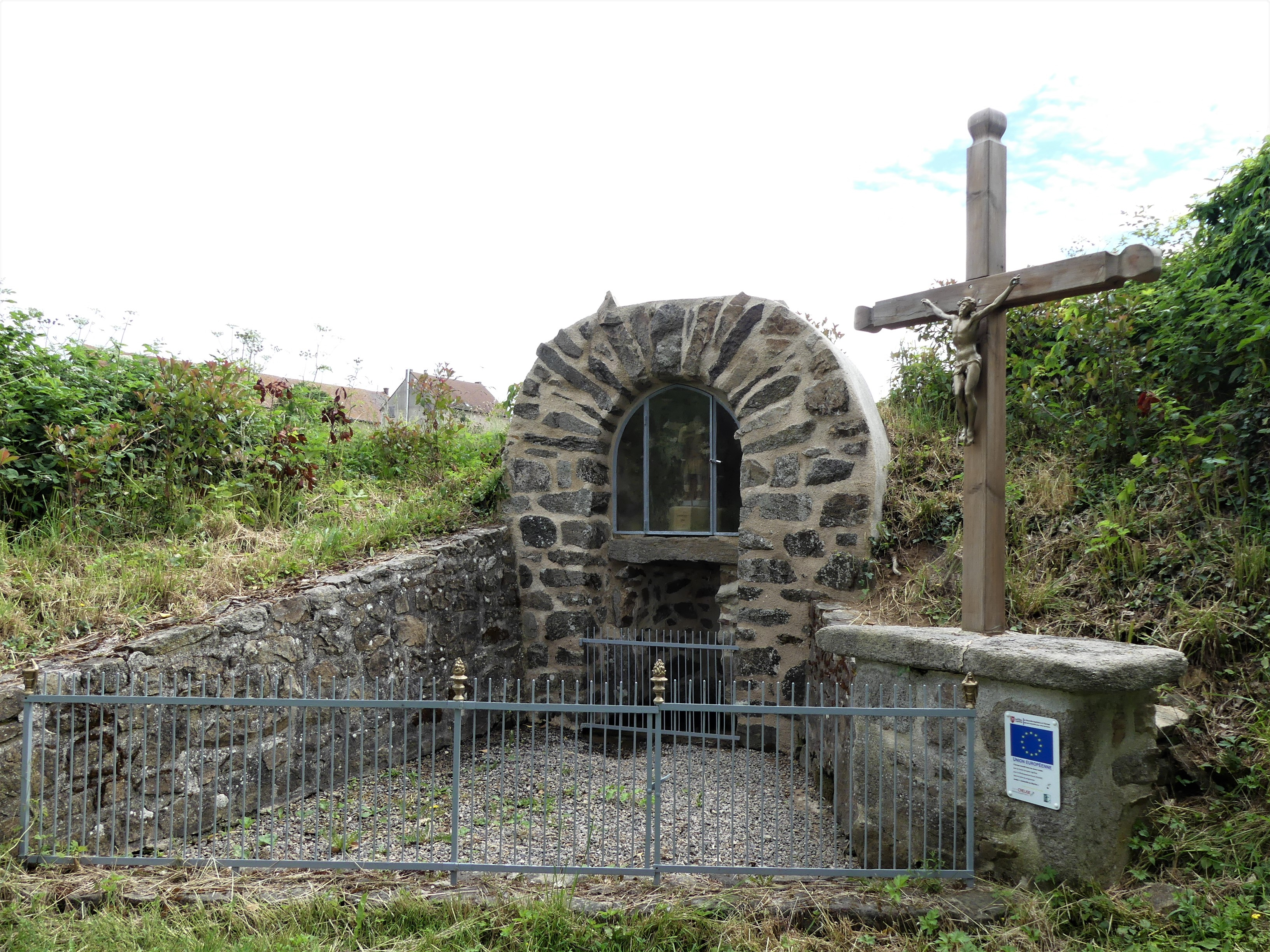
L'oratoire et la source.
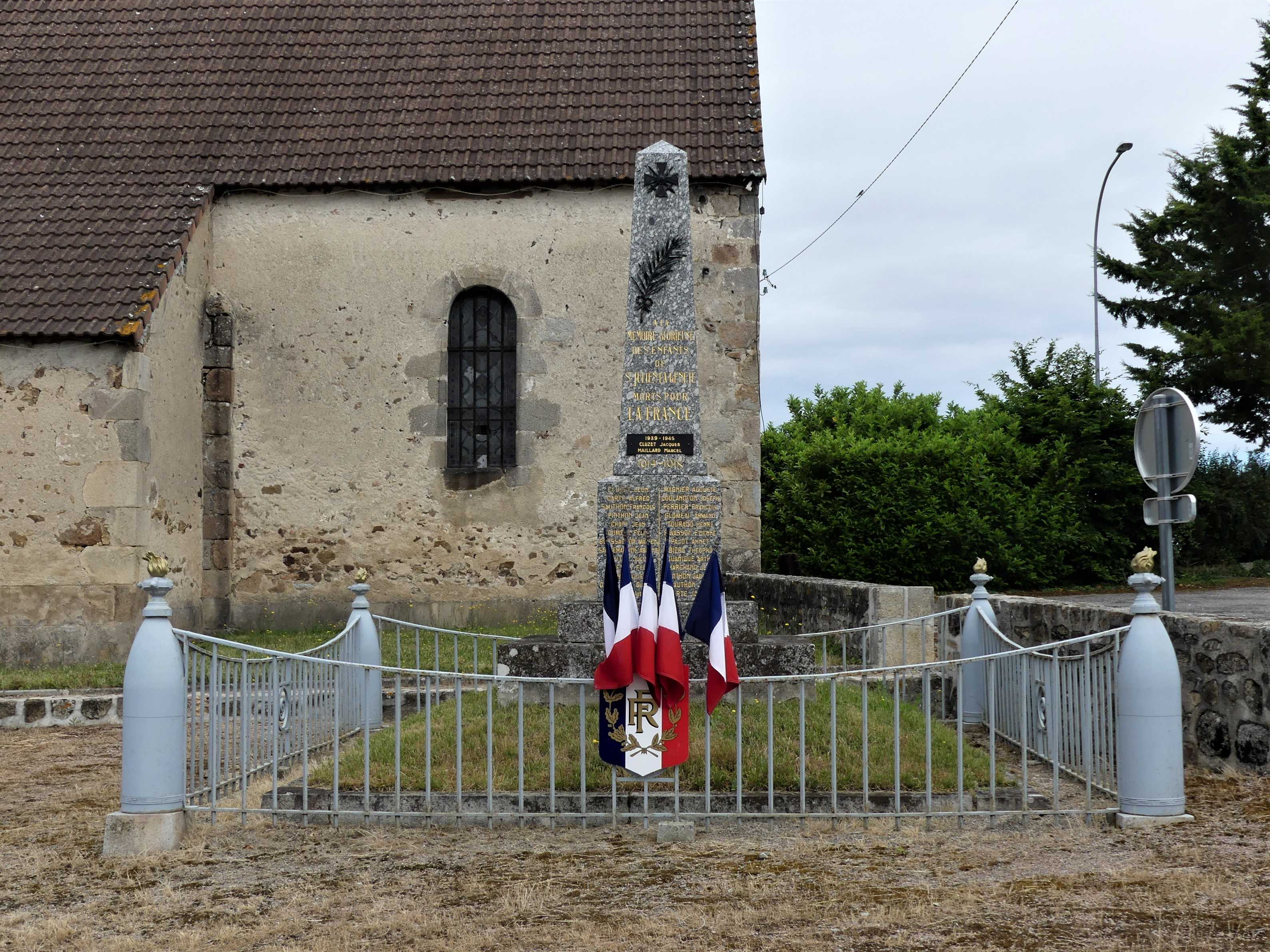
Le monument aux morts.

### Personnalités liées à la commune
- Étienne Perrichont (1817-1899), entrepreneur de travaux publics et conseiller municipal de Paris, est né à Saint-Julien-la-Genête.